# Микростоковая фотография
Микростоковая фотография — ответвление традиционной стоковой фотографии, в которой работает большая часть стоковых фотографов. Компании, работающие в этом направлении, характеризуются:
- получением изображений зачастую только через интернет;
- получением изображения от более значительного числа фотографов, чем традиционные стоковые агентства (включая готовность принимать изображения от фотографов-любителей);
- реализацией этих изображений по весьма низкой цене (обычно от 0,2 до 10 долларов за изображение) по системе без дополнительных отчислений (Royalty Free).

Многие микростоковые сайты продают векторные изображения, а некоторые — Flash-анимацию и видео, наравне с фотографиями.

## История
Пионером микростоковой фотографии был Брюс Ливингстон (англ. Bruce Livingstone), который в мае 2000 года открыл фотобанк iStockPhoto, оригинальный для тех времен проект, который быстро стал феноменом индустрии. Рынок микростоков активнее всего формировался в период с 2003 по 2009 год. За это время были основаны фотобанки, которые сегодня доминируют в индустрии: Shutterstock (2003) , Dreamstime (2004) , Can Stock Photo (2004) , Fotolia (2005) , Depositphotos (2009). В феврале 2006 года Ливингстон продал iStockPhoto фотобанку Getty Images за 50 млн долларов США. В декабре 2014 года Fotolia была поглощена компанией Adobe, сумма сделки составила 800 миллионов долларов США..

## Практика
Каждый микросток использует свои схемы ценообразования и платежей. Фотографы могут загружать одни и те же изображения в несколько фотобанков, или, в некоторых случаях, стать эксклюзивным фотографом и получать увеличенные комиссионные.
Не существует выплат за передачу изображений в микростоковый фотобанк. Однако фотобанки не принимают каждую из присланных фотографий. Фотографы добавляют к изображениям ключевые слова, которые помогают потенциальным покупателям осуществлять поиск в базе фотобанка.
Основная идея микростоков в том, что качество очень важно и фотографы могут заработать столько же на множестве мелких продаж, как они могли бы заработать с малого числа продаж в традиционном фотобанке.
С появлением микростоков среди фотографов сложилось мнение, что микростоки обесценивают фотографию, потому что большинство изображений на все случаи жизни продается за символическую плату. Стоковые фотографы расценивают развитие микростоков как причину уменьшения их доходов.